# Assiniboine River
Der Assiniboine River ist ein 1070 km langer linker Nebenfluss des Red River of the North, der die Prärien im Westen Kanadas durchfließt.
Der Fluss verläuft stark mäandrierend in südöstlicher und später östlicher Richtung durch die Provinzen Saskatchewan und Manitoba. Der Fluss entspringt im Osten Saskatchewans und mündet bei Winnipeg in den Red River of the North. Bei Shellmouth in Manitoba wird der Fluss seit 1967 durch den Shellmouth Dam gestaut, wodurch der Wasserstand des Flusses kontrolliert wird. Bei Portage la Prairie wird seit 1970 ein Teil des Flusswassers zum Lake Manitoba abgeleitet. Der Name des Flusses kommt von den Assiniboine First Nations.
Das Einzugsgebiet des Assiniboine River beträgt 182.000 km², davon 21.400 km² in den USA.

## The Forks
Die Stelle an dem der Assiniboine River in den Red River einmündet wird als The Forks bezeichnet und wurde am 18. Mai 1974 zur National Historic Site of Canada erklärt. Der Zusammenfluss und die umgebende Kulturlandschaft zeugen dabei von sechstausend Jahren menschlicher Aktivität als Treffpunkt, Handelsplatz und Siedlung.

## Nebenflüsse
Zu den Nebenflüssen des Assiniboine Rivers gehören der in der Nähe von Wawanesa einmündende Souris River, der Birdtail River, sowie der in der Nähe des historischen Fort Ellice mündende Qu’Appelle River.

## Hydrographie
Seit 1913 wird der Wasserstand des Flusses an drei offiziellen Messstellen gemessen.
| Pegelmessstelle | Maximalwert 1995 | Mittelwert April 1995 | Mittelwert Mai 1995 | Historischer Maximalwert |
| --------------- | ---------------- | --------------------- | ------------------- | ------------------------ |
| Russell         | 360 (4. Mai)     | 34,2                  | 46,3                | 504 (29. April 1922)     |
| Brandon         | 566 (26. April)  | 81,1                  | 104,0               | 651 (7. Mai 1923)        |
| Headingley      | 300 (20. April)  | 115,0                 | 142,0               | 614 (27. April 1916)     |